# Rabbit of Seville
Севильский кролик (англ. Rabbit of Seville) — американский мультфильм 1950 года из серии Looney Tunes. Мультфильм занимает 12-е место в списке 50 величайших мультфильмов, составленном историком анимации Джерри Беком в 1994 году.

## Сюжет
В летнем театре дают «Севильского цирюльника». Из леса через чёрный ход в театр врывается запыхавшийся Багз Банни, которого преследует вооружённый Элмер Фадд. Кролик поднимает занавес и представление начинается раньше времени: Багз — цирюльник, Элмер — его клиент. Затем Багз Банни переодевается в прекрасную даму, в заклинателя змей, в жениха.
Элмер гоняется за кроликом по всей сцене, но всегда оказывается на парикмахерском кресле, где над ним издевается Багз.

## Роли озвучивали
- Мел Бланк — Багз Банни
- Артур Брайан[англ.] — Элмер Фадд (в титрах не указан)

## Факты
- В 1951 году мультфильм номинировался на премию «Хьюго» в номинации «Best Dramatic Presentation», но не выиграл награды[1].
- В сцене, где Багз Банни играет на голове Элмера, как на пианино, у него появляется пятый палец[2].
- Сразу после вступительных титров показана театральная афиша, представляющая оперу «Севильский цирюльник». В ролях там указаны часть команды мультфильма, чьи имена стилизованы под италоязычные[2]:
  - англ. Eddie Selzer — Eduardo Selzeri (продюсер)
  - англ. Michael Maltese — Michele Maltese (автор сценария)
  - англ. Chuck Jones — Carlo Jonzi (режиссёр)